# Rhamphomyia geniculata
Rhamphomyia geniculata är en tvåvingeart som beskrevs av Johann Wilhelm Meigen 1830. Rhamphomyia geniculata ingår i släktet Rhamphomyia och familjen dansflugor. Arten är reproducerande i Sverige. Inga underarter finns listade i Catalogue of Life.